# Campionati mondiali di IQFoil 2022
I Campionati mondiali di IQFoil 2022 si sono svolti a Brest, in Francia, dal 16 al 22 ottobre 2022.

## Podi
| Evento           | Oro              | Argento            | Bronzo       |
| IQFoil maschile  | Sebastian Kördel | Luuc van Opzeeland | Huig-Jan Tak |
| IQFoil femminile | Marta Maggetti   | Daniela Peleg      | Maya Morris  |

## Medagliere
| Posiz. | Nazione     | Oro | Argento | Bronzo | Totale |
| ------ | ----------- | --- | ------- | ------ | ------ |
| 1      | Italia      | 1   | 0       | 0      | 1      |
| 1      | Germania    | 1   | 0       | 0      | 1      |
| 3      | Paesi Bassi | 0   | 1       | 1      | 2      |
| 3      | Israele     | 0   | 1       | 1      | 2      |
| Totale | Totale      | 2   | 2       | 2      | 6      |